# Ciulfina klassi
Ciulfina klassi är en bönsyrseart som beskrevs av Holwell, Ginn och Herberstein 2007. Ciulfina klassi ingår i släktet Ciulfina och familjen Liturgusidae. Inga underarter finns listade i Catalogue of Life.